# دره پیزو
دره پیزو (به انگلیسی: Darra Pezu) یک شهرک در پاکستان است که در ناحیه لکی واقع شده‌است.